# بيتر سنكلير (مقدم تلفزيوني)
بيتر سنكلير (بالإنجليزية: Peter Sinclair)‏ هو مقدم تلفزيوني نيوزيلندي، ولد في 15 نوفمبر 1938، وتوفي في 8 أغسطس 2001.